# Kajdacsy István
Kajdacsi Kajdacsy István (Veszprém, 1812. október 31. – Pest, 1873. április 24.) orvos, szemész szakorvos, az Országos Közegészségi Tanács tagja, Pest-Pilis-Solt vármegyék főorvosa, királyi tanácsos.

## Élete
Veszprémi származású volt és a pesti egyetemen 1840-ben szerzett orvosdoktori oklevelet. Pest-Pilis-Solt-Kiskun vármegyék főorvosa és Pest városának kedvelt orvosa volt.
A magyar nyelvű orvosi nyelv egyik élharcosa volt: „Van egy társaság a legsajátabb értelemben, neve: Haza, s e mi hazánk oltárára különösen így vélek vinni áldozatot ezen rövidke értekezés által is, hogy ezt annak nyelvén, mellyen a tudomány még eddig kevés kincset bír, szólaltatom meg. Vajha e nyelv, melly szó bősége, hajlékonyságával egyaránt képes göröggel, vagy bármely ujabb nyelvvel mind tudományokra, mind művészségekre időről időre nagyobb tökélyre fejlődnék! Adná a jó ég, hogy azon érczakaratú, hőkeblű, minden nehézségeket legyőzni igyekező s a betvegyes orvosi magyar nyelv gyógyításán olly fáradhatatlan szorgalommal s buzgalommal munkáló férfiak, kiknek neve közt, mint első csillag ragyog prof. Bugát Pálé, minél hamarább szedhetnék öröm virágit azon magvaknak, miket olly igen kopár földbe vetének!” (1840: XX)
Levelezést folytatott többek között Balassa Jánossal.
Neje Soós Katalin 1856. június 3-án gyermektelenül elhalván, Kajdacsy 1873. április 20-án kelt végrendeletében nagyobb összeget hagyott Pest városára és a pesti egyetemi orvosképzésre. Ezen kívül egy jól tanuló evangélikus orvosnövendékre 500 forintot hagyott.
A Fiumei úti sírkertben nyugszik.

## Művei
- Költeményei jelentek meg a Regélőben (1838. 74., 75. sz.)
- Értekezés a kőszénhamagról. Buda, 1840 (latin címmel is)
- A bizalmas barát. Hasznos tudnivalók a nemi betegségek köréből, szerzői kiadás, Pest, 75 o.[3]